# Paul Bisciglia
Pour les articles homonymes, voir Bisciglia.
Paul Bisciglia est un acteur français né le 30 juillet 1928 à Alger (Algérie) et mort le 18 avril 2010 à Nanterre (Hauts-de-Seine).

## Biographie
Ce comédien prolifique, spécialisé dans des seconds rôles, a près de 200 films à son actif. On le retrouve souvent dans des personnages souvent gouailleurs, tel que le comédien marié à Micha Bayard en quête de rôles dans Le Cinéma de papa. Il était également le jeune marié dans Les Vieux de la vieille de Gilles Grangier, le curé dans Hibernatus d'Édouard Molinaro, un Français moyen dans On a retrouvé la septième compagnie de Robert Lamoureux et le bagagiste dans L'Aile ou la cuisse de Claude Zidi. Il a cessé de tourner pour le cinéma et la télévision en 1999.
Sa collaboration avec Jean Rollin lui vaut une certaine reconnaissance dans les pays anglo-saxons, notamment pour ses rôles de Paul dans Les Démoniaques, avec Joëlle Cœur, et de Lucas dans Les Raisins de la mort, face à Marie-Georges Pascal et à Mirella Rancelot.
Au théâtre, il a notamment participé à la création ou à la reprise de plusieurs pièces de Jean Anouilh. Il repose au cimetière sud de Clichy, près de Paris.

## Filmographie

### Cinéma

#### Longs métrages
- 1950 : Trois Télégrammes d'Henri Decoin
- 1950 : Méfiez-vous des blondes d'André Hunebelle
- 1950 : La Belle Image de Claude Heymann
- 1950 : Sous le ciel de Paris de Julien Duvivier
- 1950 : Clara de Montargis d'Henri Decoin
- 1950 : La Grande vie d'Henri Schneider
- 1951 : Le Dindon de Claude Barma : Victor, le groom
- 1951 : Le Désir et l'amour d'Henri Decoin
- 1953 : Quai des blondes de Paul Cadéac : le chasseur de l'hôtel
- 1953 : Avant le déluge d'André Cayatte : Jean-Jacques Noblet
- 1954 : Papa, maman, la bonne et moi de Jean-Paul Le Chanois : un locataire du 6e
- 1955 : M'sieur la Caille d'André Pergament : Loupé
- 1955 : Les Hommes en blanc de Ralph Habib : un interne
- 1955 : Marie-Antoinette reine de France de Jean Delannoy
- 1955 : Papa, maman, ma femme et moi de Jean-Paul Le Chanois : un passant près de la voiture en panne
- 1956 : Notre-Dame de Paris de Jean Delannoy : un homme à la fête des fous
- 1956 : La Rivière des trois jonques d'André Pergament : le chauffeur de taxi
- 1956 : Pardonnez nos offenses de Robert Hossein
- 1956 : Courte tête de Norbert Carbonnaux : un chasseur de l'hôtel
- 1956 : Le Septième Commandement de Raymond Bernard : le chasseur
- 1956 : Les Lumières du soir de Robert Vernay : un copain de Catherine au restaurant
- 1956 : Les Copains du dimanche d'Henri Aisner : Lucien, dit "Lulu", un copain de l'usine
- 1957 : Le Souffle du désir d'Henri Lepage
- 1957 : Comme un cheveu sur la soupe de Maurice Régamey : le livreur de fleurs
- 1957 : Drôle de frimousse - "Funny face" de Stanley Donen : le photographe
- 1958 : Liberté surveillée d'Henri Aisner et Vladimir Voltchek : Riri
- 1958 : La P... sentimentale de Jean Gourguet : le chauffeur
- 1958 : Les Cousins de Claude Chabrol : Marc
- 1958 : Les Tripes au soleil de Claude Bernard-Aubert
- 1958 : Paris nous appartient de Jacques Rivette : Paul
- 1959 : Douze Heures d'horloge de Géza von Radványi
- 1959 : Les Scélérats de Robert Hossein
- 1959 : Le Signe du lion d'Éric Rohmer : Willy
- 1959 : Un témoin dans la ville d'Édouard Molinaro : un chauffeur de taxi
- 1959 : Bal de nuit de Maurice Cloche
- 1959 : La Corde raide de Jean-Charles Dudrumet : le mécano du garage
- 1959 : Rue des Prairies de Denys de La Patellière
- 1960 : Les Vieux de la vieille de Gilles Grangier : Jojo, le footballeur et fiancé de Mariette
- 1960 : Les Mordus de René Jolivet : le peintre
- 1961 : Les filles sèment le vent de Louis Soulanes
- 1961 : La Belle Américaine de Robert Dhéry : un coursier
- 1961 : Tout l'or du monde de René Clair : un photographe
- 1962 : Arsène Lupin contre Arsène Lupin d'Édouard Molinaro : l'ordonnateur des Pompes Funèbres débutant
- 1963 : Cherchez l'idole de Michel Boisrond : l'assistant du tailleur
- 1963 : Le Coup de bambou de Jean Boyer
- 1963 : Méfiez-vous, mesdames d'André Hunebelle : le barman
- 1964 : Le Gendarme de Saint-Tropez de Jean Girault : le conseiller du prince arabe
- 1964 : L'Or et le Plomb d'Alain Cuniot
- 1965 : Paris brûle-t-il ? de René Clément : un homme sur le char
- 1965 : Pas de caviar pour tante Olga de Jean Becker
- 1965 : Le Caïd de Champignol de Jean Bastia
- 1965 : La Grosse Caisse d'Alex Joffé : un machiniste
- 1966 : Le Soleil des voyous de Jean Delannoy : le serveur qui revend de la drogue
- 1967 : Le Dimanche de la vie de Jean Herman : le vendeur de journaux
- 1969 : Hibernatus d'Édouard Molinaro : le prêtre moderne
- 1969 : La Vampire nue de Jean Rollin : le majordome
- 1969 : La Peau de Torpedo de Jean Delannoy
- 1969 : Le Petit Théâtre de Jean Renoir de Jean Renoir : un clochard dans le sketch : Le dernier réveillon - téléfilm diffusé en salle -
- 1970 : Le Cinéma de papa de Claude Berri : l'acteur refusé à l'audition
- 1970 : Bof... Anatomie d'un livreur de Claude Faraldo
- 1970 : Fusil chargé de Carlo Lombardini
- 1970 : Comptes à rebours de Roger Pigaut
- 1971 : Le Viager de Pierre Tchernia : un maquisard
- 1971 : Les Galets d'Étretat de Sergio Gobbi
- 1971 : Requiem pour un vampire de Jean Rollin : l'homme au vélo
- 1972 : L'Œuf (de Félicien Marceau), film de Jean Herman : un employé de Dufiquet
- 1972 : Elle court, elle court la banlieue de Gérard Pirès : M. Max
- 1972 : Un meurtre est un meurtre d'Étienne Périer : l'employé de Kasner
- 1972 : Les Voraces de Sergio Gobbi
- 1972 : Don Juan 73 de Roger Vadim
- 1972 : Il n'y a pas de fumée sans feu d'André Cayatte
- 1972 : Le Désir et la Volupté de Julien Saint-Clair
- 1973 : Les Aventures de Rabbi Jacob de Gérard Oury : le pompiste
- 1973 : Comme un pot de fraises de Jean Aurel
- 1973 : L'Affaire Crazy Capo de Patrick Jamain : le barman
- 1973 : Club privé pour couples avertis de Max Pécas
- 1973 : Les Démoniaques  (ou Les diablesses ou Deux vierges pour Satan) de Jean Rollin : Paul
- 1973 : La Dernière Bourrée à Paris de Raoul André
- 1973 : C'est la queue du chat qui m'électrise (Hausfrauen Report international) d'Ernst Hofbauer : Gérard, le mari (sketch Paris)
- 1973 : La Main à couper d'Étienne Périer : le médecin légiste
- 1973 : Mais où est donc passée la septième compagnie de Robert Lamoureux : le père
- 1973 : On s'est trompé d'histoire d'amour de Jean-Louis Bertuccelli : le chauffeur de taxi
- 1974 : La Gifle de Claude Pinoteau : un serveur
- 1974 : Comment réussir quand on est con et pleurnichard de Michel Audiard : le chasseur PLM
- 1974 : Lèvres de sang de Jean Rollin : le psy
- 1974 : L'important c'est d'aimer d'Andrzej Zulawski : l'assistant du metteur en scène
- 1974 : La Kermesse érotique de Jean Lévitte : Crémier
- 1974 : Sexuellement vôtre de Max Pécas
- 1974 : La Soupe froide de Robert Pouret : le garde champêtre
- 1974 : Verdict de André Cayatte : un juré
- 1975 : Lumière de Jeanne Moreau : la Bougie
- 1975 : On a retrouvé la septième compagnie de Robert Lamoureux : Claumachet
- 1976 : Perversions / les amours difficiles de Raphaël Delpard
- 1976 : L'Aile ou la Cuisse de Claude Zidi : le bagagiste de l'hôtel-restaurant
- 1976 : Exhibitions danoises / Enfilades d'Alain Nauroy
- 1976 : Soumission perverse de Jean Luret
- 1977 : L'Animal de Claude Zidi : le gardien
- 1977 : Brigade call-girls de Jean-Claude Roy
- 1977 : Délectation de Jacques Parry
- 1977 : Marche pas sur mes lacets de Max Pécas
- 1977 : Vicieuses et Insatisfaites d'Henri Thano
- 1978 : Les Raisins de la mort - Pesticide de Jean Rollin
- 1978 : Cause toujours... tu m'intéresses ! d'Édouard Molinaro : l'agent de police
- 1978 : Les Ringards de Robert Pouret
- 1978 : La Tirette de Jean Luret
- 1979 : Anthracite d'Édouard Niermans : le concierge
- 1980 : Les Contes galants de La Fontaine de José Bénazéraf : Messire Jean
- 1980 : Trop au lit pour être honnête de Jacques Marbeuf
- 1980 : Les Deux mains dans la culotte de Jean Luret : l'émir
- 1981 : Belles, blondes et bronzées de Max Pécas
- 1981 : Salut j'arrive de Gérard Poteau
- 1981 : Family Rock de José Pinheiro
- 1982 : Interdit aux moins de 13 ans de Jean-Louis Bertuccelli : Un commissaire
- 1982 : La Baraka de Jean Valère : le client
- 1983 : C'est facile et ça peut rapporter... 20 ans de Jean Luret
- 1983 : Les Planqués du régiment de Michel Caputo
- 1983 : L'Attrapeur (Liebe läßt alle Blumen blühen) de Marco Serafini (de) : Marcel Blondeau - Téléfilm peut être diffusé en salle -
- 1985 : La Dernière Image de Mohammed Lakhdar-Hamina
- 1988 : Un monde sans pitié d'Éric Rochant : l'homme de l'Huma
- 1990 : Jours tranquilles à Clichy de Claude Chabrol
- 1993 : Profil bas de Claude Zidi : le patron du bistrot
- 1994 : Montana Blues de Jean-Pierre Bisson : le chauffeur de taxi
- 2007 : La Nuit des horloges de Jean Rollin (Plans extraits de Les Raisins de la mort)

#### Courts métrages
- 1988 : Grain de ciel de Manuel Sanchez - (12 min) : Vincent
- 1996 : Le Voisin de Marianne Visier - (5 min)
- 1998 : Jacynthe, tu as un cul de feu de Philippe Lubliner - (26 min) : Roberto
- 2007: Je m'appelle Marcellus de Flavien Larderet - (8 min) : Marcellus

### Télévision
- 1961 : Les Cinq Dernières Minutes, épisode no 21 Épreuves à la une de Claude Loursais : le facteur
- 1961 : Les Cinq Dernières Minutes, épisode no 22 L'Avoine et l'oseille de Claude Loursais : un lad
- 1964 : Rocambole de Jean-Pierre Decourt
- 1967 : Saturnin Belloir de Jacques-Gérard Cornu
- 1968 : L'Homme du Picardie de Jacques Ertaud : Peucheu
- 1968 : L'Homme de l'ombre de Guy Jorré, épisode L'Aventure
- 1969 : Fortune d'Henri Colpi
- 1971 : Le Voyageur des siècles de Jean Dréville : le valet réjoui
- 1971 : Tang d'André Michel : le chauffeur
- 1972 : François Gaillard ou la vie des autres de Jacques Ertaud, épisode : Cécile et Nicolas
- 1974 : Le Pain noir (feuilleton) de Serge Moati : le gardien de la prison
- 1974 : La Folie des bêtes, feuilleton télévisé de Fernand Marzelle
- 1976 : Adios, mini-série réalisée par André Michel
- 1976 : Nick Verlaine ou Comment voler la Tour Eiffel, de Claude Boissol, épisode La Fille de l'air
- 1976 : Les Brigades du Tigre de Victor Vicas, épisode : Le cas Valentin
- 1977 : La Mer promise de Jacques Ertaud
- 1976 : Les Brigades du Tigre, épisode L'ère de la calomnie de Victor Vicas TV
- 1977 : Minichroniques de René Goscinny et Jean-Marie Coldefy, épisode Le Célibataire
- 1978 : Les Enquêtes du commissaire Maigret, épisode : Maigret et le tueur de Marcel Cravenne
- 1978 :  Désiré Lafarge  épisode : Pas de Whisky pour  Désiré Lafarge  de Jean-Pierre Gallo
- 1978 : Les Cinq Dernières Minutes épisode La Grande truanderie de Claude Loursais : Roger la Soutarde
- 1979 : La Grâce de Pierre Tchernia : le petit homme au cinéma
- 1979 : Charles Clément, canut de Lyon de Roger Kahane
- 1979 :  Désiré Lafarge  épisode : Désiré Lafarge et le Hollandais de Jean Pignol
- 1980 : Médecins de nuit de Jean-Pierre Prévost, épisode : La Pension Michel (série télévisée)
- 1980 : Petit déjeuner compris (feuilleton en 6 épisodes de 52 min) de Michel Berny
- 1980 : Les Enquêtes du commissaire Maigret, épisode Le Charretier de la Providence de Marcel Cravenne : le marinier de l'Echo II
- 1981 : Sans famille, téléfilm de Jacques Ertaud : le concierge
- 1981 : Julien Fontanes, magistrat - épisode : Le soulier d'or de François Dupont-Midi
- 1981 : Le Tour du monde en quatre-vingts jours de Serge Danot : le capitaine
- 1981 : La Vie des autres d'Alain Quercy :
- 1983 : La Veuve rouge, téléfilm  d'Édouard Molinaro
- 1983 : Les Enquêtes du commissaire Maigret d'Alain Levent (série télévisée), épisode : La Colère de Maigret
- 1983 : Les Enquêtes du commissaire Maigret de René Lucot (série télévisée), épisode : Maigret s'amuse

## Doublage
Films
- Jeffrey Kramer dans :
  - Les Dents de la mer (1975) : Leonard Hendricks (1er doublage)
  - Les Dents de la mer, 2e partie (1978) : Leonard Hendricks

- 1964 : Quatre Garçons dans le vent : lui-même (Ringo Starr)
- 1968 : La Bataille de San Sebastian : Miguel (Chano Urueta)
- 1968 : La Brigade des cow-boys : Little Bit Lucket (Jan-Michael Vincent)
- 1976 : Un tueur dans la foule : Sutherland (John Armond)
- 1970 : Le Soleil blanc du désert : Petroukha (Nikolaï Godovikov)
- 1971 : Libération : Alexandre Sachka (Sergueï Nikonenko)
- 1974 : Le shérif est en prison : Van Johnson (George Furth)
- 1977 : Cours après moi shérif : Cledus (Jerry Reed)
- 1977 : La Castagne : Denis Lemieux (Yvon Barrette)
- 1978 : La Taverne de l'enfer : Rat (Paul Mace)
- 1979 : Bons Baisers d'Athènes : Bruno Rotelli (Sonny Bono)
- 1980 : Ça va cogner : Dallas (Bill McKinney)
- 1985 : Recherche Susan désespérément : Ray (John Turturro)
- 1994 : Un ange gardien pour Tess : Earl Fowler (Austin Pendleton)

Films d'animation
- 1967 : Le Livre de la jungle : un singe
- 1970 : Pollux et le Chat bleu : le chat bleu / Flappy
- 1984 : Astérix et la surprise de César : l'Espagnol
- 1986 : Astérix chez les Bretons
- 1989 : Astérix et le coup du menhir : Âgecanonix

Séries télévisées
- 1995 : Melrose Place : Calvin Hobbs (Francis McCarthy)

Séries d'animation
- 1988-1989 : COPS : Brandon Babel
- 1998 : Silver Surfer : Ego

## Théâtre
- 1952 : Gloriana sera vengée de Jean Toury d'après Cyril Tourneur, mise en scène Jean Vernier, Théâtre de la Huchette
- 1953 : L'Alouette de Jean Anouilh, mise en scène de l'auteur et Roland Piétri, Théâtre Montparnasse
- 1958 : Ardèle ou la Marguerite de Jean Anouilh, mise en scène Roland Piétri, Comédie des Champs-Élysées
- 1959 : L'Hurluberlu de Jean Anouilh, mise en scène Roland Piétri, Comédie des Champs-Élysées
- 1961 : L'Hurluberlu de Jean Anouilh, mise en scène Roland Piétri, Théâtre des Célestins, tournée Karsenty-Herbert 1960-1961
- 1964 : Richard III de Shakespeare, mise en scène Jean Anouilh et Roland Piétri, Théâtre Montparnasse
- 1968 : Le Brave Soldat Chvéïk de Jaroslav Hašek, mise en scène José Valverde, Théâtre de l'Athénée-Louis-Jouvet
- 1972 : Le Directeur de l'Opéra de Jean Anouilh, mise en scène de l'auteur et Roland Piétri, Comédie des Champs-Élysées
- 1973 : Le Voyageur sans bagage de Jean Anouilh, mise en scène Nicole Anouilh, Théâtre des Mathurins
- 1988 : La Foire d'empoigne de Jean Anouilh, mise en scène Nicole Anouilh, Théâtre de la Madeleine
- 1988 : La Foire d'empoigne de Jean Anouilh, Théâtre de la Madeleine, tournée Karsenty-Herbert 1989-1990
- 1993 : La Librairie de Francis Parizot, Festival d'Avignon
- 1995 : Arsenic et vieilles dentelles de Joseph Kesselring, mise en scène Jean Desailly, Théâtre de la Madeleine
- 1997 : Accalmies passagères de Xavier Daugreilh, mise en scène Alain Sachs, Théâtre La Bruyère, Pépinière Opéra
- 1999 : Un fil à la patte de Georges Feydeau, mise en scène Alain Sachs, Théâtre de la Porte-Saint-Martin
- 2003-2004 : Una estrella de Paloma Pedrero (en), Vingtième Théâtre
- 2007 : Un fil à la patte Reprise Théâtre de Paris